# 스텝매머드
스텝매머드(Steppe mammoth)는 약 170만 년에서 20만 년 전 플라이스토세 초중기에 유라시아 북부 대부분에 걸쳐 있던 멸종된 매머드 종이다. 스텝매머드의 진화는 매머드 혈통이 추운 환경으로 초기 적응한 것으로, 아마도 모피 층으로 덮여 있을 것이다. 가장 큰 매머드 종 중 하나인 이 매머드는 약 180만 년 전 플라이스토세 초기 동아시아에서 진화한 후 약 130만 년 전 북아메리카로, 약 1~70만 년 전 플라이스토세 초기/중세 전환기에 유럽으로 이주했다(초기 매머드 종인 남부매머드를 대체했다). 이 매머드는 후대 홍적세의 털매머드와 컬럼비아매머드 (그리고 왜소한 사르데냐난쟁이매머드)의 조상이다.

## 묘사
스텝매머드는 가장 큰 매머드 종 중 하나로, 수컷은 평균 어깨 높이가 약 4m, 몸무게가 약 11t, 암컷은 평균 어깨 높이가 약 3.7m, 몸무게가 약 9.5t으로 현대 코끼리의 크기를 상당히 초과한다. 중국 내몽골 자치구의 대부분 완전한 표본은 견갑골 상단에서 약 3.69m의 어깨 높이가 측정된 것으로 추정되었으며, 이는 살코기 어깨 높이가 3.89m에 달하며, 체적 분석을 통해 체질량은 10.4톤으로 추정된다. 어깨 높이가 3.96m로 추정되는 더 큰 매머드 (이전에는 잘못된 장착으로 인해 4.5m로 잘못 추정됨)는 체적 분석을 통해 몸무게가 11.5t으로 추정되었다. 독일 모스바흐 산데에서 발견된 길이 1.46m의 거대한 상완골과 관련 골반으로 대표되는 또 다른 개체는 회귀 분석을 통해 어깨 높이가 4.5m, 몸무게가 14.3t인 것으로 추정된다. 유럽의 중기 플레이스토세 후기의 스텝매머드는 이 "전형적인" 스텝매머드 표본보다 상당히 작았으며, 가장 작은 스텝매머드 개체군은 유럽에서 추정되는 어깨 높이가 2.1~2.9m에 불과한 약 20만 년 전의 마지막 종 기록 중 영국 스탠튼하코트 출신이다.

## 분포 및 서식지
스텝매머드 화석은 서유럽에서 동아시아에 이르는 유라시아 북부 전역과 북아시아의 고위도 지역에 걸쳐 알려져 있다. 이 종의 최남단 기록 중에는 약 700~50만 년 전의 대만과 난세이 제도의 미야코섬에서도 알려져 있다. 이 종은 인접한 중국 남부 본토에는 눈에 띄게 존재하지 않다. 스텝매머드는 일반적인 이름에서 알 수 있듯이 종종 차갑고 개방된 스텝 환경과 관련이 있었지만, 간빙기에 온대 숲 환경과 관련이 있었던 영국 노퍽섬의 초기 중기 플레이스토세 웨스트런턴매머드 표본에서 알 수 있듯이 이에 국한되지 않았다. 중앙유럽에서는 스텝매머드가 탁 트인 풍경이 서식하는 빙하기에 흔했던 반면, 남유럽의 온화한 풍경에서는 스텝매머드의 유해가 드물게 발견되었다. 빙하기에는 그리스의 펠로폰네소스반도와 이베리아반도의 스페인 안달루시아주까지 유럽에서 남쪽으로 확장되었지만 이탈리아반도에서는 로마보다 남쪽으로 더 멀리 떨어진 기록이 알려져 있지 않다. 서아시아에서는 튀르키예의 아나톨리아 전역과 아르메니아, 조지아, 아제르바이잔의 캅카스 지역에서 유해가 발견되었다. 일부 유해는 시리아와 이스라엘의 레반트에서 보고되었지만, 이 종에 대한 원인에 대해서는 의문이 제기되고 있다.

## 생태학

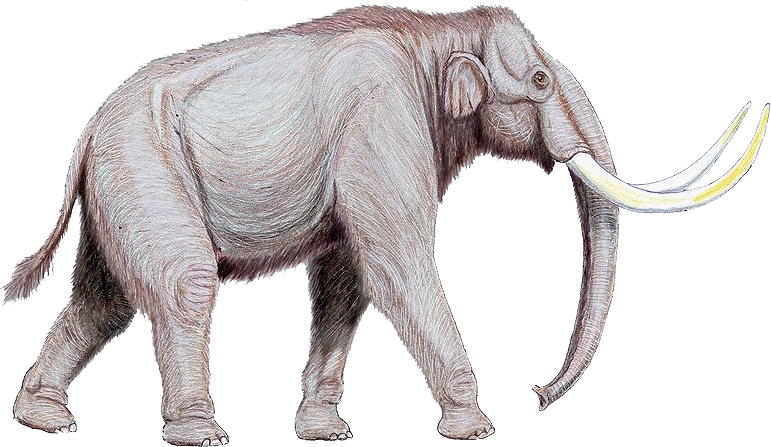
복원도

치과용 마이크로웨어 분석에 따르면, 스텝매머드는 혼합 사료에 방목하는 것으로 추정되며, 평균적으로 방목하는 쪽으로 훨씬 더 많이 이동했지만 남부매머드와 비슷한 식이 폭을 가지고 있으며 털매머드에 대해 추론된 주로 방목하는 먹이와는 구별된다. 치아에 넓은 긁힘이 있다는 것은 스텝매머드가 나무껍질과 나뭇가지를 섭취했음을 시사하지만, 이 중 소비되는 비율은 스텝매머드 개체군마다 크게 달랐고 일부 개체군은 나무가 지배적인 혼합 먹이를 보였고 다른 개체군은 나무가 거의 또는 전혀 섭취하지 않았다. 분석된 치아에 구덩이가 없다는 것은 스텝매머드가 이전 매머드 종과 달리 과일을 섭취하지 않았음을 시사한다.